# 22725 Drabble
22725 Drabble este un asteroid din centura principală de asteroizi.

## Descriere
22725 Drabble este un asteroid din centura principală de asteroizi. A fost descoperit pe 19 septembrie 1998 la Stația Anderson Mesa în cadrul programului LONEOS. Asteroidul prezintă o orbită caracterizată de o semiaxă mare de 2,37 ua, o excentricitate de 0,15 și o înclinație de 5,3° în raport cu ecliptica.